# A szerelemről és más démonokról
A szerelemről és más démonokról (spanyolul: Del amor y otros demonios) Gabriel García Márquez kolumbiai író regénye, 1994-ben jelent meg először.
Magyar változata 1995-ben jelent meg először a Magvető Könyvkiadónál, Székács Vera fordításában.
A regényből Eötvös Péter írt operát Love and Other Demons címmel, amelyet 2008-ban mutattak be a Glyndebourne-ban. 2017-ben Budapesten is bemutatták a Magyar Állami Operaházban

## Magyarul
- A szerelemről és más démonokról; ford. Székács Vera; Magvető, Bp., 1995

## Feldolgozások
- A szerelemről és más démonokról (Del amor y otros demonios, 2009), rendező: Hilda Hidalgo, szereplők: Eliza Triana, Pablo Derqui, Jordi Dauder